# Sticciano
Sticciano est une frazione située sur la commune de Roccastrada, province de Grosseto, en Toscane, Italie. Au moment du recensement de 2011 sa population était de 727 habitants.

## Géographie
La frazione est composée des deux villages : Sticciano Alto (303 m, 57 habitants), situé au sommet de la colline de Poggio Pinzi, et Sticciano Scalo (42 m, 670 habitants), situé dans la plaine près de la gare.

## Monuments
- Église Santissima Concezione, ancienne piève mentionnée en 1188
- Église Maria Santissima Madre della Chiesa, église paroissiale de Sticciano Scalo
- Villa Tolomei

## Transports
- Gare de Sticciano, sur la ligne ferroviaire Grosseto-Sienne.